# Ng'ombeni
Ng'ombeni è una circoscrizione urbana (urban ward) della Tanzania situata nel distretto di Mkoani, regione di Pemba Sud. Conta una popolazione di 3 159 abitanti (censimento 2012).